# Long Road to Ruin
Long Road to Ruin è un singolo del gruppo musicale statunitense Foo Fighters, pubblicato il 3 dicembre 2007 come secondo estratto dal sesto album in studio Echoes, Silence, Patience & Grace.

## Video musicale
Il video del brano fu distribuito il 1º novembre del 2007 e fu diretto da Jesse Peretz, il quale aveva già diretto i video di altri singoli della band quali Big Me, Learn to Fly, The One, e Low.
Il video è una parodia dello stereotipo della soap opera ospedaliera americana anni '70 (in particolare General Hospital), e si svolge sostanzialmente come una storia dentro una storia. Come si può osservare dalla sequenza iniziale, i membri del gruppo interpretano degli attori che a loro volta interpretano i personaggi della soap opera, intitolata Long Road to Ruin proprio come la canzone. Dave Grohl interpreta "Davy Grolton", che nella soap interpreta il dottor "Hansom Davidoff", il protagonista, Taylor Hawkins è "Ty Hawkstone" (nella soap "Les Groper", il collega donnaiolo di Davidoff), Chris Shiflett è "Christopher Mishomotohama" (nella soap "Little Jimmy", un bambino gravemente ferito) e Nate Mendel interpreta "Ned Bender" ("Saul Goode", il losco antagonista della soap); nel video compare anche l'attrice Rashida Jones che interpreta "Racinda Jules" ("Susan Belfontaine", la ragazza di cui il dottore è innamorato).
Per evitare di confondere il "mondo reale" con quello della soap opera le scene di quest'ultima hanno tonalità marroni che conferiscono loro anche un effetto vintage. Si avvicendano diversi incidenti come una rissa tra gli attori o Grolton che colpisce inavvertitamente la Jules in faccia. A fine riprese, gli attori colleghi di Grolton leggono una rivista in cui si parla di questi che sta diventando una rockstar, poi collocano il suo album d'esordio su un bersaglio che colpiscono poi con delle freccette. Grolton, rimasto sconvolto alla vista di questa scena, esce fuori dove lo aspettano delle strillanti ragazze adolescenti che vogliono un suo autografo. Grolton, dopo aversi asciugato le lacrime ed essersi sistemato, le accontenta.
L'ambientazione del video quindi si sposta all'interno di un centro commerciale, dove sta suonando "The Davy Grolton Band" (i cui membri sono interpretati dai Foo Fighters al completo in abiti dell'epoca), gruppo capeggiato appunto da Grolton. La scena del concerto è intervallata dai ricordi di lui e la Jules. Mentre canta nota proprio lei in mezzo alla folla di ragazzine, ma lei scappa dopo aver capito di essere stata riconosciuta da lui. A quel punto Grolton interrompe la sua esibizione e comincia a inseguire la Jules, con lo stuolo delle fan che gli corrono dietro; una volta raggiunta però lei scappa via in auto. Grolton diventato isterico prende anch'egli l'auto eprosegue il suo inseguimento.
Durante tutto il video si alternano scene di Grolton in auto che, visibilmente triste, canta la canzone mentre guida. La scena finale vede Grolton uscire volutamente fuori strada e cadere in un dirupo, con l'auto che poi esplode. In questa scena è presente un errore, molto probabilmente voluto, consistente nel fatto che l'auto guidata da Grolton è evidentemente una Jaguar E-Type con tettucio aperto, mentre quella nella sequenza dello schianto è una Porsche 911 degli anni '90.
Esiste una versione alternativa del video che consiste nell'intera esibizione al supermercato della "The Davy Grolton Band" e che è disponibile su Entertainment Weekly e disponibile per l'acquisto su iTunes.
Alla fine del video di White Limo è inserita la stessa scena dello schianto dell'auto malgrado quella del video sia una limousine bianca, mentre quella dello schianto è sempre una Porsche 911 rossa.

## Tracce
CD singolo
1. Long Road to Ruin
2. Seda

CD maxi-singolo
1. Long Road to Ruin
2. Keep the Car Running (Arcade Fire cover, live from Brighton 18 August 2007)
3. Big Me (Live from Wal-Mart Soundcheck)
4. Long Road to Ruin (video)

7"
1. Long Road to Ruin
2. Holiday in Cambodia (Dead Kennedys cover, Live from MTV Video Music Awards 2007, Featuring Serj Tankian)

## Formazione
Gruppo
- Dave Grohl – voce, chitarra
- Chris Shiflett – chitarra
- Nate Mendel – basso
- Taylor Hawkins – batteria

Altri musicisti
- Rami Jaffee – tastiera
- Drew Hester – percussioni

## Classifiche
| Classifica (2007/08)          | Posizione massima |
| ----------------------------- | ----------------- |
| Australia                     | 38                |
| Canada                        | 42                |
| Germania                      | 79                |
| Nuova Zelanda                 | 21                |
| Portogallo                    | 41                |
| Regno Unito                   | 35                |
| Regno Unito (rock & metal)    | 1                 |
| Stati Uniti                   | 89                |
| Stati Uniti (alternative)     | 1                 |
| Stati Uniti (mainstream rock) | 2                 |
| Svezia                        | 23                |